# Ермолаев, Юрий Михайлович
Юрий Михайлович Ермолаев (7 июня 1932, пос. Ленино, Московская область — 21 января 2017, Москва) — советский и российский артист цирка (дрессировщик лошадей), режиссёр. Народный артист СССР (1989).

## Биография
Родился 7 июня 1932 года в посёлке Ленино Ленинского района Московской области (ныне — район Царицыно Москвы).
Воспитывался с 7-летнего возраста в семье отчима — Б. П. Манжелли (настоящая фамилия — Шевченко), жокея, дрессировщика лошадей, представителя знаменитой цирковой династии, выступавшей на арене российских цирков ещё в XIX веке.
Профессиональную карьеру начал как наездник-вольтижер в номере «Почта», а дебютировал в 1943 году в возрасте 11 лет в номере отчима «Жокеи».
В 1957 году начал выступать самостоятельно с номером «Высшая школа без всадника», став с ним в том же году лауреатом на VI Всемирном фестивале молодёжи и студентов в Москве.
В 1959 году вместе с первой женой Л. Т. Котовой подготовил уникальный номер, конно-балетную сюиту «Штраусиана» (режиссёр — Н. Н. Зиновьев, балетмейстер — П. Л. Гродницкий). В 1965 году они создают конную композицию «Русская березка» (режиссёр М. С. Местечкин, балетмейстер П. Л. Городницкий). В 1969—1988 годах в номерах участвовала дочь Н. Ю. Ермолаева. В 1987 году поставил один из лучших своих конных спектаклей — цирковой вариант пьесы А. К. Гладкова «Давным-давно».
Участвовали в гастролях за рубежом (Польша, Румыния, Франция).
Свою концертную деятельность в России закончил в 1992 году, после того как было принято решение о распродаже его российской конюшни зарубежным циркам. Был вынужден отправиться на заработки за границу. Работал по контракту во многих странах мира, обучал иностранных артистов мастерству дрессировки лошадей, готовил для них конные номера и выступал сам.
С 1997 года — режиссёр по дрессуре (конным номерам) в Центре циркового искусства (Москва).
Скончался 21 января 2017 года в Москве. Похоронен на Троекуровском кладбище.

### Семья
- Отчим — Борис Павлович Манжелли (1917—1989), наездник, дрессировщик лошадей, заслуженный артист РСФСР (1966)
- Первая жена — Людмила Тимофеевна Котова (1931—1991), дрессировщица-наездница, заслуженная артистка РСФСР (1969)
- Вторая жена — Марина Леонидовна Ермолаева (1946—2010), балерина, наездница, дрессировщица, заслуженная артистка РСФСР (1989)

- Дочери — Наталья Юрьевна Ермолаева (род. 1954), Дарья Юрьевна Ермолаева (род. 1982).

## Награды и звания
- Заслуженный артист РСФСР (11.02.1969)
- Народный артист РСФСР (14.02.1980)
- Народный артист СССР (17.08.1989)
- Орден Почёта (05.08.2000) — за заслуги в развитии циркового искусства[2]
- Орден «За заслуги перед Отечеством» IV степени (28.12.2006) — за большой вклад в развитие циркового искусства и многолетнюю творческую деятельность[3]
- Орден Дружбы (01.06.2013) — за большие заслуги в развитии отечественной культуры и искусства, многолетнюю плодотворную деятельность[4]
- Почётная грамота Президента Российской Федерации (23.05.2013) — за заслуги в развитии отечественной культуры и многолетнюю плодотворную деятельность[5]
- Первая ежегодная премия за выдающиеся достижения в сфере эстрадно-циркового искусства («Росгосцирк» и ГТЦ «ЦиркКонцерт», 2011)
- Лауреат десятков всесоюзных и международных конкурсов, включая Всесоюзный смотр новых произведений циркового искусства (1964), престижнейший в мире конкурс циркового искусства в Вероне (Италия, 1992), где его номер «Лошади в цирке» получил Гран-при
- Чемпион Грузинской ССР по конному спорту (1952).